# Piper Laurie
Piper Laurie, ursprungligen Rosetta Jacobs, född 22 januari 1932 i Detroit, Michigan, död 14 oktober 2023 i Los Angeles, Kalifornien, var en amerikansk skådespelare. Laurie medverkade bland annat i filmer som Fifflaren (1961), Carrie (1976) och Bortom alla ord (1986).

## Biografi
Piper Lauries far var polsk immigrant och familjen flyttade till Los Angeles i Kalifornien när Laurie var sex år. Hon fick arbete vid Universal Studios vilket ledde till att hon fick sin första filmroll 1950 i Louisa. Laurie spelade sedan "gulliga" roller i en rad komedier och kostymfilmer på 1950-talet.
Laurie visade prov på dramatisk talang i sin roll som Paul Newmans förlamade flickvän i filmen Fifflaren (1961), för vilken hon nominerades för en Oscar för bästa kvinnliga huvudroll. Året därpå gifte Laurie sig med filmkritikern Joseph Morgenstern och drog sig tillbaka från filmen.
Laurie gjorde comeback i rollen som Sissy Spaceks fanatiska mor 1976 i filmen Carrie, för vilken hon åter igen nominerades för en Oscar, denna gång för bästa kvinnliga biroll.
Åren 1990–1991 spelade Piper Laurie rollen som Catherine Martell, chef för Twin Peaks sågverk, i TV-serien Twin Peaks. 1991 vann hon en Golden Globe Award för bästa kvinnliga biroll för denna roll.

## Filmografi i urval
- 1950 – Louisa
- 1951 – Tjuvarnas furste
- 1952 – Dollarflickan
- 1954 – På farligt uppdrag
- 1955 – Det spritter i benen
- 1961 – Fifflaren
- 1976 – Carrie
- 1983 – Törnfåglarna (TV-serie)
- 1985 – Mord och inga visor (TV-serie) (avsnittet "Murder at the Oasis")
- 1985 – Oz - en fantastisk värld
- 1985 – Twilight Zone (TV-serie) (avsnittet "Act Break/The Burning Man/Dealer's Choice", delen "The Burning Man")
- 1986 – Bortom alla ord
- 1988 – Döden till mötes
- 1990–1991 – Twin Peaks (TV-serie) (Catherine Martell; 27 avsnitt)
- 1993 – Rich In Love
- 1995 – Hämnden
- 1998 – Faculty
- 1999 – Vad vinden sår (TV-film)
- 2004 – Eulogy

## Teater

### Roller
| År   | Roll            | Produktion                             | Regi            | Teater                                 |
| ---- | --------------- | -------------------------------------- | --------------- | -------------------------------------- |
| 1965 | Laura Wingfield | The Glass Menagerie Tennessee Williams | George Keathley | Brooks Atkinson Theatre, New York, USA |